# Parti du peuple gambien
Le Parti du peuple gambien était un parti politique socialiste gambien. Fondé en 1986, il fut interdit lors du coup d'État militaire de 1994.